# Belisario de Jesús García
Belisario de Jesús García de la Garza (Montemorelos, Nuevo León, 13 de noviembre de 1894-Ciudad de México, 31 de agosto de 1952) fue un militar mexicano que participó en la Revolución mexicana. Participó en las filas carrancistas de 1913 a 1920, al lado del general Pablo González Garza. Fue Jefe del Estado Mayor de la Jefatura de Operaciones Militares en Quintana Roo.   
Debido a sus grandes dotes artísticas, fue subjefe de Músicas Militares en la República y director de varias bandas de música; compuso más de cien melodías, entre las que se encuentran Marcha a Monterrey, Tango Negro la cual fue un éxito en Argentina, Las cuatro milpas que se inspiró en la Hacienda García en Montemorelos Nuevo León su pueblo natal, Morir por tu amor la cual fue un éxito en Alemania, Ojos verdes y La mañana está de fiesta son algunas otras de sus famosas composiciones.